# Jacinto de Romarate
Jacinto de Romarate Salamanca (Sodupe, 1775 - Madrid, 1836) fue un marino español que tras participar de la lucha contra las Invasiones Inglesas de 1806 y 1807 en el Río de la Plata, combatió contra la revolución iniciada en Buenos Aires en mayo de 1810.
Durante la lucha, se hizo acreedor por su valor y capacidad a la consideración de sus adversarios, especialmente del comandante de la escuadra revolucionaria, Guillermo Brown, con el que tuvo un enfrentamiento en el Combate de Martín García. Romarate dirigió sus barcos a la desembocadura de los ríos Negro y Uruguay en busca de provisiones, y allí fue a buscarlo otra flotilla rioplatense al mando del comodoro Thomas Nother, con el que tuvo un encuentro en el Combate de Arroyo de la China. Aislado en el río Uruguay y sin apoyo de la fuerza principal de la escuadra realista, mantuvo exitosamente su posición, rindiéndose sólo al hacerse efectiva la caída de Montevideo.
En España, se desempeñó como Ministro de Marina del gabinete liberal moderado de La Rosa, durante el período constitucional del Trienio Liberal iniciado en 1820, viéndose obligado a renunciar ante la reacción absolutista.
Participó luego en la primera guerra carlista, defendiendo el derecho al trono de Isabel II.
Alcanzó al finalizar su carrera la jefatura de Escuadra y los honores de Consejero de Estado.

## Biografía

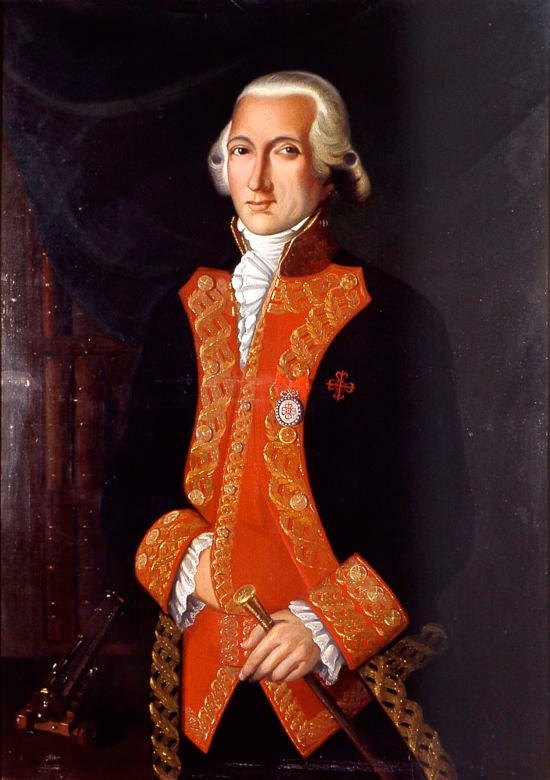
Juan de Lángara.

Nació en la localidad de Sodupe, en el concejo de Güeñes del señorío de Vizcaya el día 12 de febrero de 1775. Era hijo de Manuel José de Romarate y Nicolasa de Salamanca, familias de acreditada nobleza y desahogada situación económica. Su familia era oriunda del cercano municipio de Orduña donde en el siglo XVII había sido una de las principales junto a la de los Herrán, Ortiz de Zárate, Ribaguda y Llanos.
El 29 de mayo de 1792 sentó plaza de guardiamarina en el departamento de Ferrol y en marzo de 1793 tras la declaración de la guerra a la República Francesa embarcó por primera vez en el navío Reina Luisa nave capitana de la escuadra del almirante Juan de Lángara, con el que operó en el Mediterráneo y en combinación con la escuadra inglesa al mando de Sir Samuel Hood, tomó posesión del puerto de Tolón con su arsenal y fortaleza.
El 30 de octubre de ese año fue ascendido a alférez de fragata, puesto con el que participó en las acciones terrestres y navales que se desarrollaron hasta la evacuación de la plaza. Vuelto a España participó en operaciones navales en Cartagena, Argel, las costas de Valencia, Cataluña, Sicilia e Islas Baleares, navegando en los buques Mahonesa, San Gil y Tártaro.

### Las invasiones inglesas
Promovido el 5 de octubre de 1802 a alférez de navío y embarcado en la corbeta Infante Francisco de Paula hizo su primer viaje a América en misión de transporte de correo, navegando el mar de las Antillas con destino en Puerto Rico.
Tras regresar a España volvió a salir en el mismo buque rumbo a Montevideo, apostadero a que arribó el 1 de febrero de 1806 y al cual quedó agregado en razón de haberse tenido noticias el 2 de enero de que una flota británica había repostado en Todos Los Santos, Brasil en diciembre de 1805.
Tras la conquista del Cabo, la flota inglesa se dirigió efectivamente hacia el Río de la Plata y el 27 de junio las fuerzas de tierra al mando del coronel William Carr Beresford tomaron la capital.

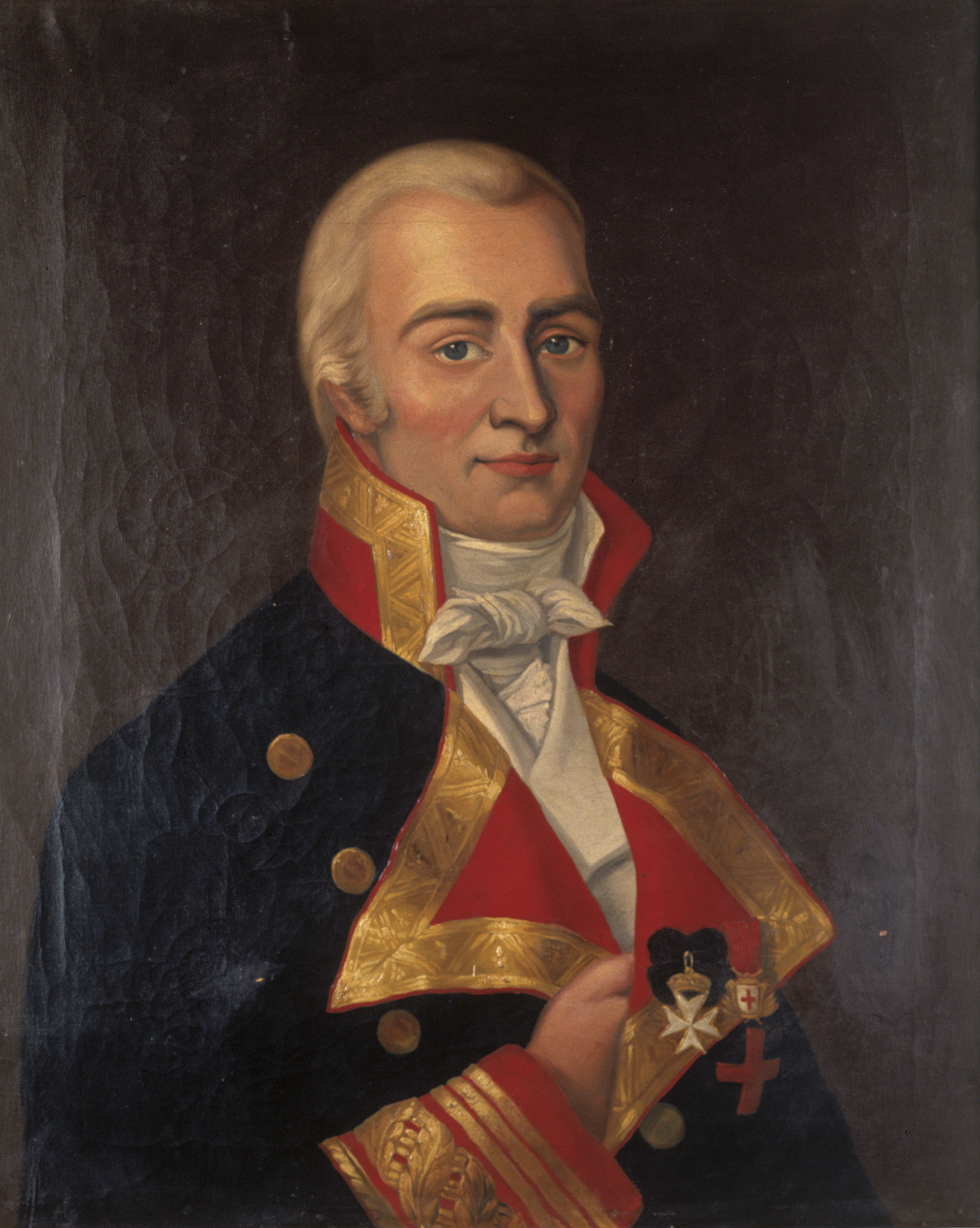
Retrato de Santiago de Liniers.

En Montevideo y con la ayuda del gobernador de la plaza, Pascual Ruiz Huidobro, el comandante del puerto de Ensenada de Barragán Santiago de Liniers organizó la reconquista. Romarate obtuvo el mando de la cañonera La Vizcaína y se sumó a la pequeña flotilla que en agosto cruzó el Río de la Plata, controlado por la flota británica al mando del comodoro Sir Home Popham, aprovechando una sudestada que dejó inmovilizados a los buques enemigos.
El 12 de agosto Liniers avanzó sobre la ciudad y obtuvo la capitulación de los invasores el 20 de agosto. En la reconquista Romarate fue herido y por su conducta el 8 de diciembre de 1806 fue ascendido a teniente de fragata.
Poco después tras la llegada de refuerzos se produjo la Segunda invasión inglesa al Río de la Plata. El primer ataque fue esta vez contra Montevideo que fue sitiada y ocupada el 3 de febrero. Liniers había decidido cruzar el río con unos 3.000 milicianos cuando ya era tarde, por lo que debió volver a Buenos Aires.
Ante la inminencia de un nuevo ataque el 24 de febrero de 1807 Romarate fue promovido a teniente de navío. En julio el teniente general John Whitelocke al mando de una fuerza de más de 11000 hombres intentó conquistar Buenos Aires, pero la defensa al mando de Liniers y de Martín de Álzaga pudo rechazar el ataque y el 7 de julio los ingleses capitularon.
Romarate se destacó nuevamente en la defensa como parte del batallón de marina que formó en la división de la derecha de las fuerzas de Liniers y obtuvo el ascenso a capitán de fragata conferido con fecha 23 de noviembre de aquel año. Estuvo luego al mando de la balandra San José y de la zumaca Carmen.

### La independencia del Río de la Plata

#### Revolución y primeras campañas navales

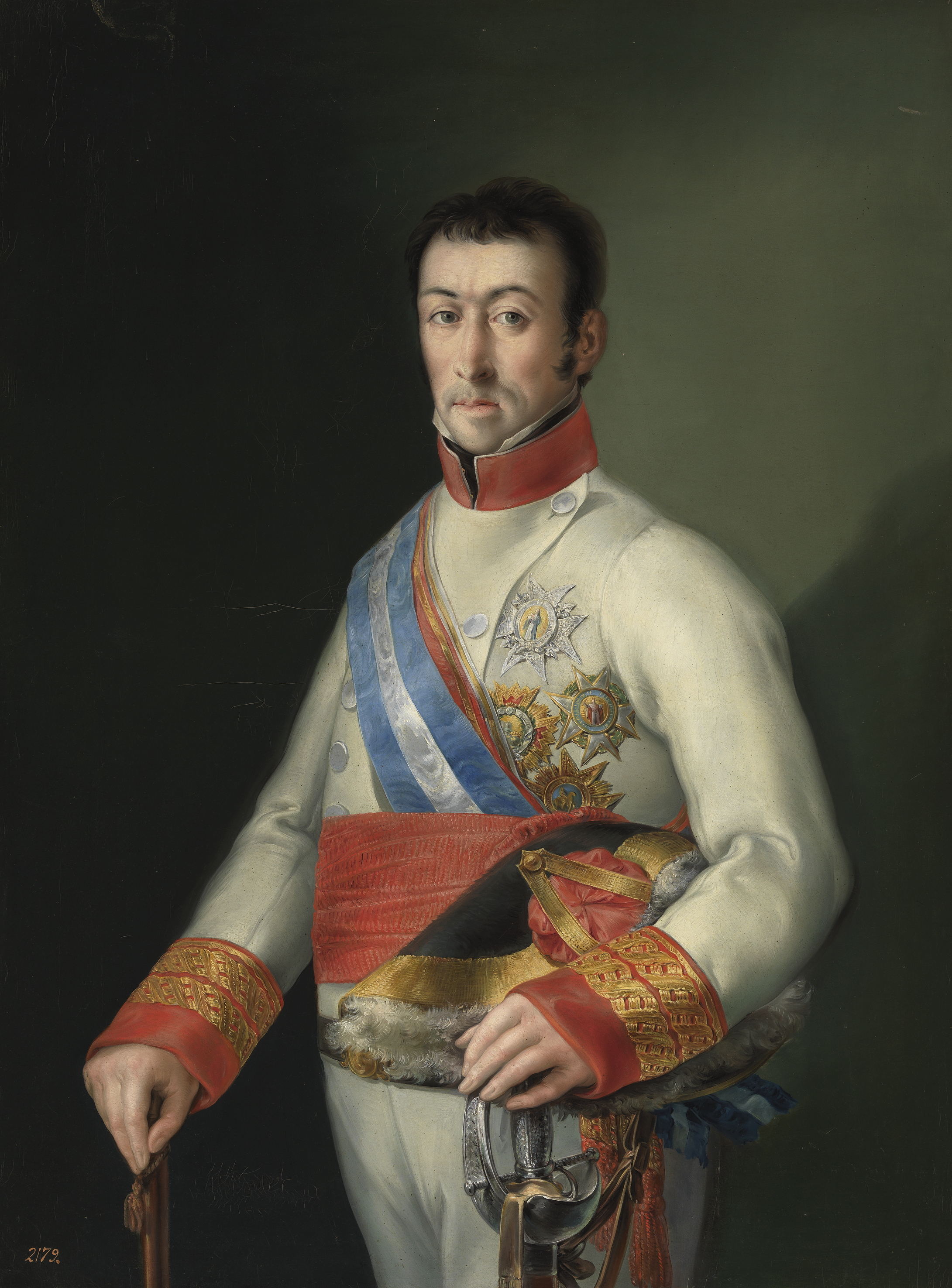
General Francisco Javier de Elío. Atribuido a Miguel Parra. (Museo del Prado).

El 21 de septiembre de 1808 en franca desobediencia con las autoridades españolas de Buenos Aires, capital del Virreinato del Río de la Plata, el gobernador de Montevideo Francisco Javier de Elío mediante un cabildo abierto organizó la Junta de Gobierno. Elío estaba enemistado con Liniers, quien había sido confirmado como nuevo Virrey, y desconfiaba de su lealtad en razón de su origen francés.
Tanto Jacinto de Romarate como sus camaradas el capitán de navío Juan Ángel de Michelena y el capitán de fragata José Laguna se negaron a reconocer la Junta por considerarla evidentemente ilegal y subversiva y pasaron a Buenos Aires.
Por similares motivos tampoco se sumaron a la fracasada asonada dirigida contra Liniers por Álzaga en 1809 en connivencia con la Junta de Montevideo. Esa posición inalterable se sostendría cuando el levantamiento en Buenos Aires diera vuelta la situación en el Río de la Plata.

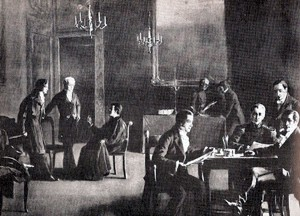
La Primera Junta. Óleo de Julio Vila y Prades.

El 25 de mayo de 1810, tras conocerse la caída de la Junta de Sevilla, tropas criollas y vecinos de Buenos Aires, capital hasta entonces del Virreinato del Río de la Plata, forzaron la renuncia del virrey Baltasar Hidalgo de Cisneros y la elección de un Junta revolucionaria.
En esos momentos la mayor parte de los oficiales de marina pertenecientes a la comandancia de Montevideo se encontraban en Buenos Aires, algunos (Romarate entre ellos) por la razón citada y otros como parte de los movimientos habituales entre el principal apostadero y la capital.
Ante las novedades, Romarate y la mayoría de sus compañeros se presentaron pidiendo pasaporte para trasladarse a Montevideo, sin querer reconocer antes a la Junta de Buenos Aires, considerada "insurgente" por las autoridades españolas, con el pretexto de que su comandante los llamaba perentoriamente para escuchar sus órdenes verbales. La Junta pese a lo evidente de la excusa, para evitar incidentes no forzó la jura ni los retuvo, con lo que la flotilla realista pudo recuperar sus mandos.

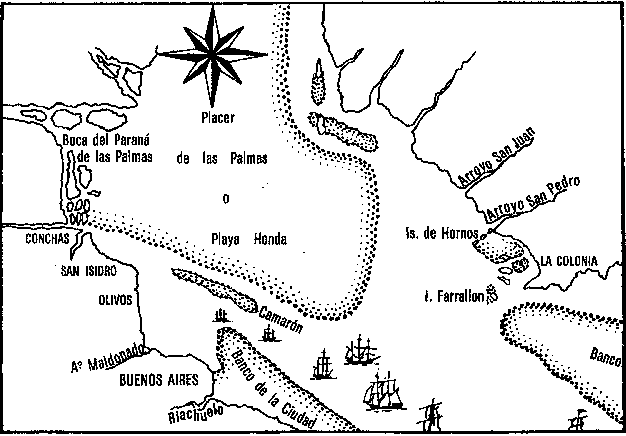
Mapa del Río de la Plata de la época.

Habiendo siendo llamado Elío a España, ejercía como gobernador interino de Montevideo el Brigadier Joaquín de Soria y Santa Cruz (comandante general de la campaña de la Banda Oriental y antiguo Gobernador de Misiones), pero quien controlaba efectivamente la plaza era el comandante general de marina José María Salazar.
El 12 de julio de 1810 Salazar apoyado por las fuerzas de mar desarmó los cuerpos urbanos de Cazadores de infantería ligera y Voluntarios del Río de la Plata al mando de los coroneles Juan Balbín González Vallejo y Prudencio Murguiondo con lo que aseguró el control del apostadero. Romarate tuvo un papel fundamental en la operación al armar a la maestranza y al frente de la artillería volante sorprender al cuartel de dragones donde estaba el anciano Balbín.
En agosto se rompieron relaciones entre la Junta revolucionaria de Buenos Aires y los realistas de Montevideo por lo que se dispuso el bloqueo de Buenos Aires efectivo a partir del 3 de septiembre y al mando del capitán de fragata José Primo de Rivera y Ortiz de Pinedo.
Ante el fracaso de Primo de Rivera y su renunciamiento ante la presión de Roberto Ramsay, oficial británico a cargo temporalmente de la estación naval de su país en el Plata, Romarate fue designado al frente del bloqueo en octubre de ese año pero se vio obligado a levantarlo definitivamente ante la imposibilidad de hacerlo cumplir a los buques de bandera británica y al comprobar una conspiración de sus subalternos que se proponían apoderarse de su persona y sus principales oficiales y entregarse al enemigo.

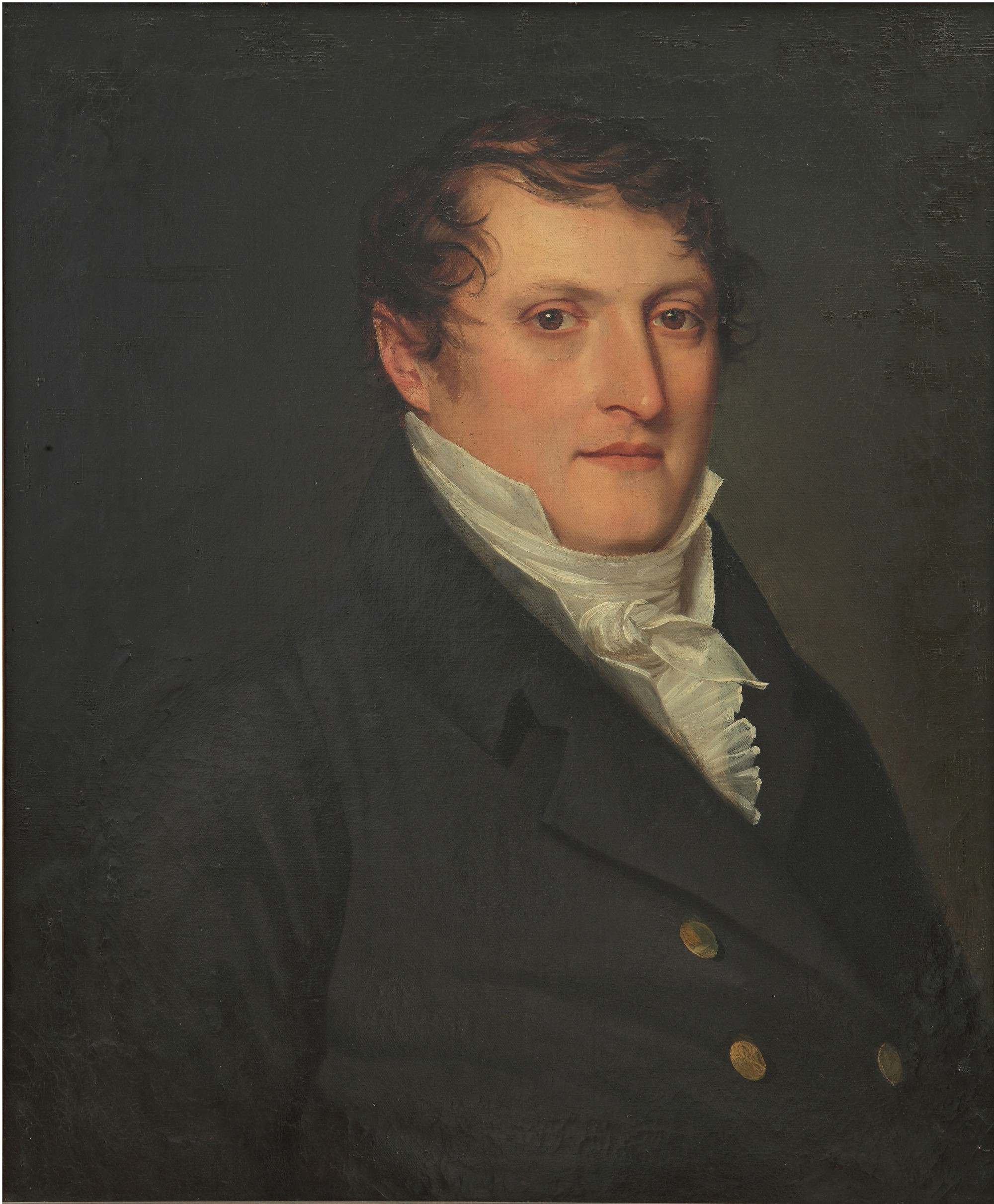
Manuel Belgrano.

En septiembre de 1810 Manuel Belgrano fue nombrado comandante en jefe de las fuerzas destinadas a operar en la Banda Oriental, Santa Fe, Entre Ríos, Corrientes, Misiones y Paraguay, recibiendo instrucciones para dirigir una expedición a este último territorio, la denominada "Expedición de Belgrano al Paraguay".
En Asunción, el gobernador español, Velasco, tuvo noticias de la expedición y ordenó reforzar los pasos sobre el Río Paraná, mientras que la flota realista de Montevideo patrullaba el Río Uruguay amenazando las comunicaciones del ejército revolucionario. El 6 de noviembre de 1810 una escuadrilla realista ocupó la villa de Concepción del Uruguay lo que alejaba las posibilidades de reforzar a Belgrano.
Para cerrar el cerco, una flotilla de siete naves al mando de Romarate partió de Montevideo hacia el Río Paraná.
Tras la confusa Batalla de Paraguarí, Belgrano se retiró al sur a esperas de refuerzos. 
Buenos Aires había confiado al salteño Francisco de Gurruchaga la formación de la primera escuadrilla de la revolución. El 20 de febrero de 1811 tomó conocimiento el gobierno por un patrón de lancha llegado ese día al puerto que había sido reconocido en aguas del Paraná una flotilla de siete buques por lo que dio la orden de partir a la pequeña escuadrilla compuesta de la goleta Invencible, el bergantín 25 de Mayo y la balandra América al mando de Juan Bautista Azopardo.
Las ambiciosas órdenes consistían en reforzar a Belgrano, destruir la flota de Romarate e impedir la fuga de los buques del Paraguay (que temía se produjera en caso de triunfar aquel) situándose en las inmediaciones del Colastiné donde debían ser apoyadas por una batería construida en la costa.

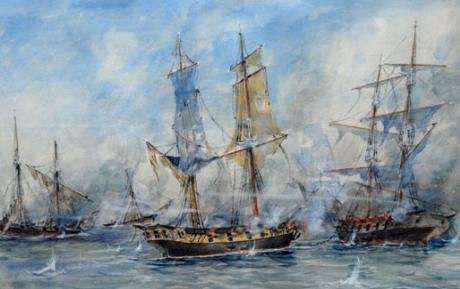
Combate de San Nicolás.

Respecto de la flotilla realista, las instrucciones en sus artículos VI y VII afirmaban:

"Teniendo noticia el gobierno que el bergantín Cisne y otro más de guerra, han salido de Montevideo, convoyando dos lanchas que van cargadas de fusiles y municiones en auxilio del Paraguay, procurará el Comandante de nuestros buques de fuerza, si sabe de ellos, no atacarlos hasta que, bien entrados en el río Paraná, se les inutilice la retirada que podrían hacer á la Colonia, ú otro de los puertos de la Costa Oriental, burlando nuestros esfuerzos. Encontrándose nuestras fuerzas navales con las ya indicadas de Montevideo, entrarán precisamente en combate con ellas y le continuarán hasta hacerlos presa; procurando antes perecer que permitir se le escapen ó caer en sus manos prisioneros."

El 2 de marzo ambas escuadras se enfrentaron en San Nicolás de los Arroyos. Tras un primer momento en que habiendo varado los bergantines Belén y Cisne la flota realista fue vulnerable, oportunidad que fue desaprovechada por los revolucionarios, Romarate ordenó un ataque en toda la línea. La tripulación inexperta de la América y del 25 de Mayo se arrojó por la borda por lo que el combate se redujo al abordaje de la Invencible.
Azopardo luchó por dos horas hasta que la situación se hizo insostenible y tras varios intentos de volar la santabárbara accedió a rendirse.
Tras el triunfo fue ascendido a capitán de navío y condecorado con la Cruz de la Marina laureada.
En abril de 1811, sus buques fueron desarmados por considerarse innecesarios en razón del control asegurado sobre los ríos, la desaparición de la flota patriota lo que permitía reiniciar el bloqueo de Buenos Aires y la urgencia impuesta por la sublevación de la campaña oriental auxiliada por las fuerzas revolucionarias, por lo que se le encomendó la organización de un batallón de marina para reforzar la defensa de Montevideo.
De las operaciones navales se hicieron cargo durante los siguientes dos años fundamentalmente Juan Ángel de Michelena, quién operó sobre el Río Uruguay y luego bloqueó y bombardeó Buenos Aires en julio y agosto de 1811 y José Primo de Rivera y Ortiz de Pinedo, responsable del tercer bloqueo y bombardeo de Buenos Aires, con acciones menores a cargo de otros oficiales como las operaciones sobre el Río Paraná y el bloqueo de Santa Fe en abril y mayo de 1811 a cargo de Toubes, el ataque a la ciudad de Corrientes del 19 de julio de 1811 al mando de Manuel de Clemente o incursiones de hostigamiento y abastecimiento.

#### Sitio de Montevideo y campañas finales

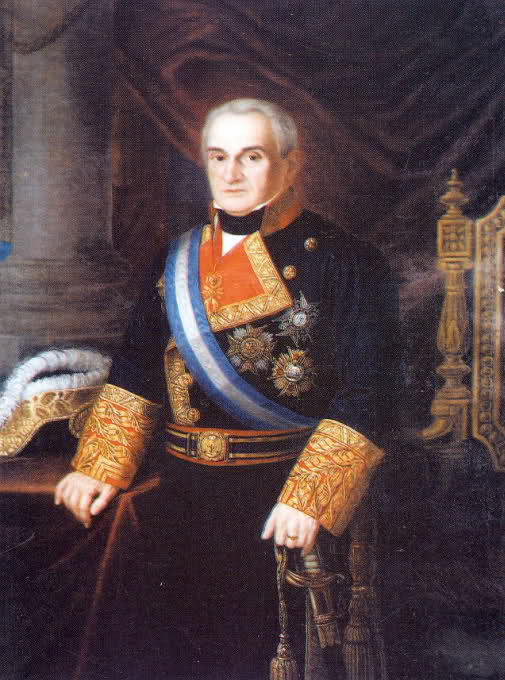
Gaspar de Vigodet.

Tras el fracaso del armisticio pactado el 20 de octubre de 1811 entre el Primer Triunvirato y el Virrey Francisco Javier de Elío, el 20 de octubre de 1812 se inició el segundo sitio de Montevideo.
En enero de 1813 se realizó una incursión al mando del capitán de artillería urbano Antonio Zavala con el fin de obtener suministros para la ciudad sitiada en las costas del Paraná. El gobierno envió al coronel José de San Martín con su recién formado Regimiento de Granaderos a Caballo con la misión de seguir por la costa los movimientos de la división realista y atacarlos cada vezz que intentaran desembarcar. El 3 de febrero se produjo el desembarco en San Lorenzo y en el combate subsiguiente los realistas fueron completamente derrotados.

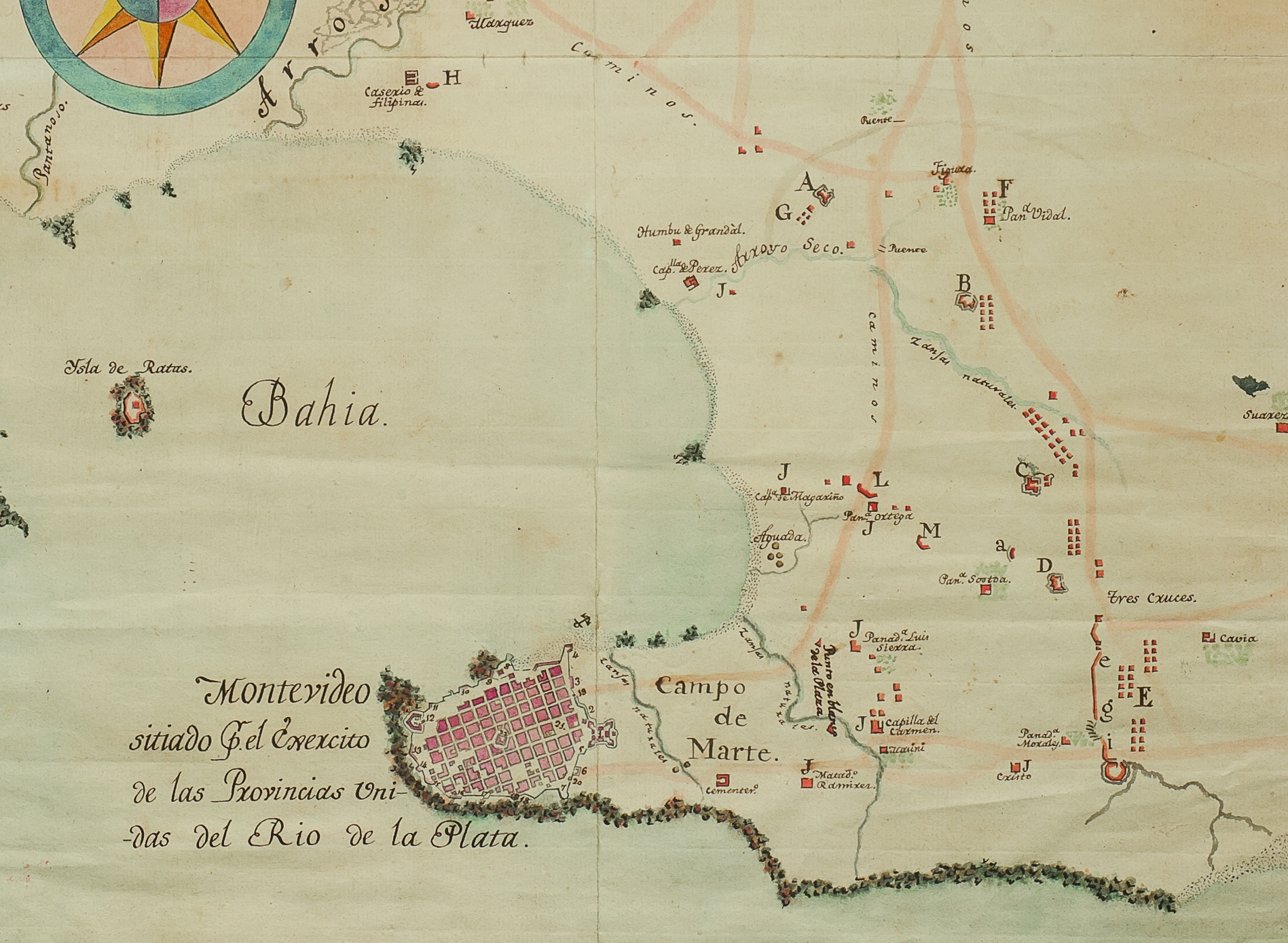
Sitio de Montevideo.

En agosto de 1813 llegaron a Montevideo refuerzos de tropas de línea, entre 2200 y 2400 hombres, lo que daba a los sitiados una superioridad aplastante. No obstante la plaza era víctima en esos momentos de una epidemia, al punto de estar los hospitales y casas de caridad atestadas de enfermos y moribundos. Ante la situación, Vigodet resolvió crear un cuerpo de desembarco de 700 hombres que puso al mando del coronel Domingo Estanislao de Luaces (alias Loaces). El objetivo era por un lado concentrar a los enfermos, que no servían para la defensa y consumían muy escasos recursos, en la Isla Martín García, mientras que la fuerza de Domingo Estanislao de Luaces recorría las aguas del Río Uruguay desembarcando para hostilizar a los insurgentes y recoger ganado y demás recursos que reconcentraría después en la citada isla.
El miércoles 3 de noviembre zarpó en diecinueve buques escoltado por cuatro naves de guerra al mando de Romarate. En Colonia fue ya detectada por los patriotas al mando de Blas José Pico y hostilizadas permanentemente. Tras tocar Martín García recorrió el Ibicuy e intento desembarcar en el Arenal Grande, pero fue batido por las milicias al mando del teniente Joaquín Lima. Un nuevo intento también fracaso al ser rechazado por las tropas enviadas por el Comandante general de Entre Ríos, a la sazón, Hilarión de la Quintana. En ese punto la fuerza expedicionaria se retiró a Martín García. Finalmente Loaces volvió a Montevideo dejando la isla a cargo del capitán José Benito de Azcuénaga.

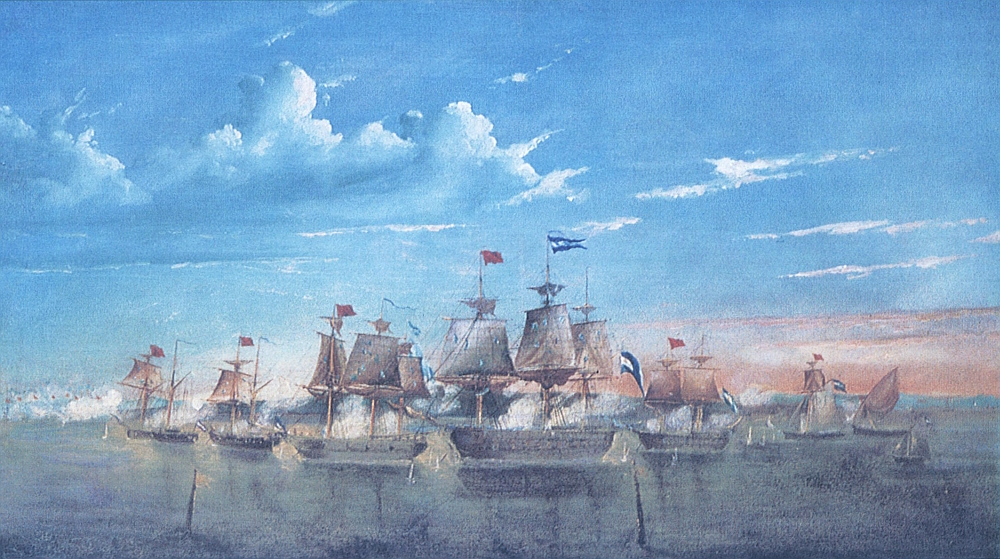
Combate de Martín García.

El 7 de julio de 1813 un grupo de 13 soldados revolucionarios al mando del Teniente José Caparrós efectuó una sorpresiva y exitosa incursión en la Isla Martín García, aún en manos realistas y guarnecida por 70 hombres.
Ante el riesgo de perder el dominio de la estratégica isla, llave de los ríos interiores, y con el objetivo de tener una base de ataque a Colonia del Sacramento, ocupada por los revolucionarios, a principios de 1814 se ordenó a Romarate convoyar un destacamento al mando de Loaces para fortificar la isla y estacionar una flota de 9 embarcaciones artilladas con piezas de 18 y 24.
El 11 de marzo fue atacado por una nueva escuadra rioplatense al mando de Guillermo Brown. La fuerza contaba con la fragata Hércules, buque insignia al mando del Sargento Mayor Elías Smith, la corbeta Zephir (Sargento mayor Santiago King), el bergantín Nancy (Sargento mayor Richard Leech), la goleta Juliet (Teniente coronel Benjamin Franklin Seaver), la goleta Fortuna (o Fortunata, John Nelson), el falucho San Luis (Sargento mayor John Handel) y la balandra Carmen (Comandante Samuel Spiro).
En la primera y sangrienta jornada del combate de Martín García Romarate consiguió rechazar la  flotilla rioplatense. Hubo 45 muertos y 50 heridos y las pérdidas de la fuerza atacante fueron elevadas. Se contaban entre ellas la de los Comandantes Benjamín Server y Elias Smith, así como el Jefe de las tropas embarcadas Capitán Martín de Jaume. 
La Hércules con sus velas y aparejos destrozados y 82 impactos en el casco pudo retirarse aprovechando la marea y maniobrando por el Banco de las Palmas. Tras las reparaciones de sus buques y contando con el refuerzo de 45 Dragones enviados desde Colonia al mando del Teniente Primero Pedro Oroná, Brown volvió al ataque.

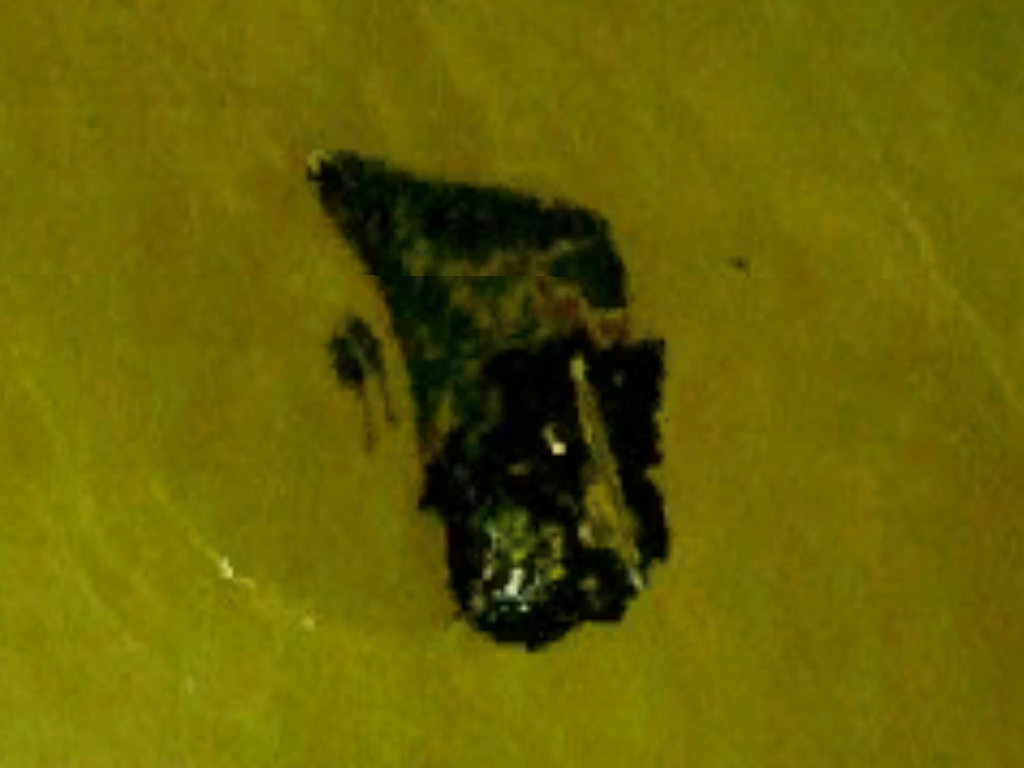
Imagen satelital de Martín García.

Brown, a las 20:00 horas del día 14, evitando la flotilla española, fondeo sigilosamente a media milla al sudeste frente a Puerto Viejo y a las 02:30 del 15 desembarcaron 240 hombres transportados mediante 8 barcazas. El avance fue detectado y al subir el cerro para acceder al puerto recibieron el fuego de las fuerzas realistas al mando del coronel Domingo Estanislao de Luaces. El ataque se detuvo brevemente, pero en un nuevo asalto a bayoneta calada la posición fue tomada.
Romarate dirigió entonces su flota hacía la desembocadura de los ríos Negro y Uruguay sin ser molestado por Brown. El capitán de fragata José Primo de Rivera no pudo acudir en ayuda de la isla por la falta de calado de sus embarcaciones y el triunfo de su adversario.
Contó con la ayuda de Fernando Otorgués, segundo de José Gervasio Artigas, quien ante la inminencia del desenlace del sitio de Montevideo que había abandonado a comienzos del año se veía enfrentado a Carlos María de Alvear.

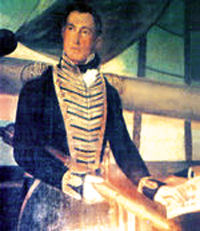
Guillermo Brown (óleo de F.Goulu, 1825).

En el Combate de Arroyo de la China, donde Romarate mantenía conversaciones con Otorgués "sobre el modo de proporcionar víveres para la subsistencia de esta división, interín recibía auxilios y órdenes [de Montevideo]", rechazó el 28 de marzo un ataque de la escuadrilla argentina, enfrentamiento en el que Samuel Spiro, comandante de la balandra "La Carmen", hizo volar su buque antes de rendirse.
Tras la victoria decisiva de Brown frente a Miguel de la Sierra en el Combate naval del Buceo, el 11 de junio el Director Supremo de las Provincias Unidas del Río de la Plata Gervasio Antonio de Posadas ofreció a Romarate la rendición garantizando el traslado de la oficialidad a Montevideo y la remisión de la tropa a España. Romarate rechazó el día 17 la rendición que se le proponía expresando que:

"Esta escuadrilla no se entregará a nadie que no la busque por el camino de la gloria militar que ha seguido siempre".

No obstante, al tener noticias de la capitulación de Montevideo se vio obligado a rendirse solicitando que de acuerdo al ofrecimiento anterior se le diera pasaporte a la oficialidad y tropa para pasar a la península donde podrían 

"ayudar a nuestros compatriotas en la honrosa lucha que sostienen contra el tirano de la Europa"
Rendición de Romarate, 6 de julio de 1814, a bordo del Cisne.

El 8 de julio le fue aceptada la rendición pero permitiendo sólo la liberación de la oficialidad quedando la tropa prisionera de guerra. El 18 de octubre de 1814 el gobierno disponía que Romarate y los oficiales de su escuadrilla debían ser admitidos en los buques que salieran para la Península. El 27 del mismo mes el Romarate solicitó se prorrogara el plazo concedido para permanecer en Buenos Aires a los efectos de resolver cuestiones personales, a lo que accedió el Directorio.
El 12 de diciembre de ese año se embarcó para Río de Janeiro en el puerto de Buenos Aires siendo despedido con honores por sus adversarios. Lo acompañaban el teniente de navío Juan Latré y José Ignacio de la Sierra, 2.º piloto de la Armada. Arribó a Málaga en la fragata mercante Perla el 3 de abril de 1815.
Como era norma de la marina española se juzgó de oficio su conducta y se resolvió de inmediato que "nada resulta contra él" siendo el primero de todos en quedar libre de culpa y cargo. El gobierno español, apreciando sus servicios en América, le confirmó en el rango de capitán de navío el 29 de mayo, le reconoció la graduación de brigadier el 12 de septiembre de 1815, nombrándole en 30 de mayo de 1816 vocal de la Junta Militar de Indias, cargo que desempeñó hasta marzo de 1818. En febrero de 1818 se nombró al Brigadier Romarate como segundo jefe de "cierta expedición" ordenándole concurrir en Madrid a la Junta Militar de Indias. La expedición, como tantas otras proyectadas no se produjo y en marzo fue nombrado comandante del tercio naval de Santander, en cuyo ejercicio fue designado brigadier efectivo el 26 de febrero de 1819.

### La rebelión del Trienio liberal

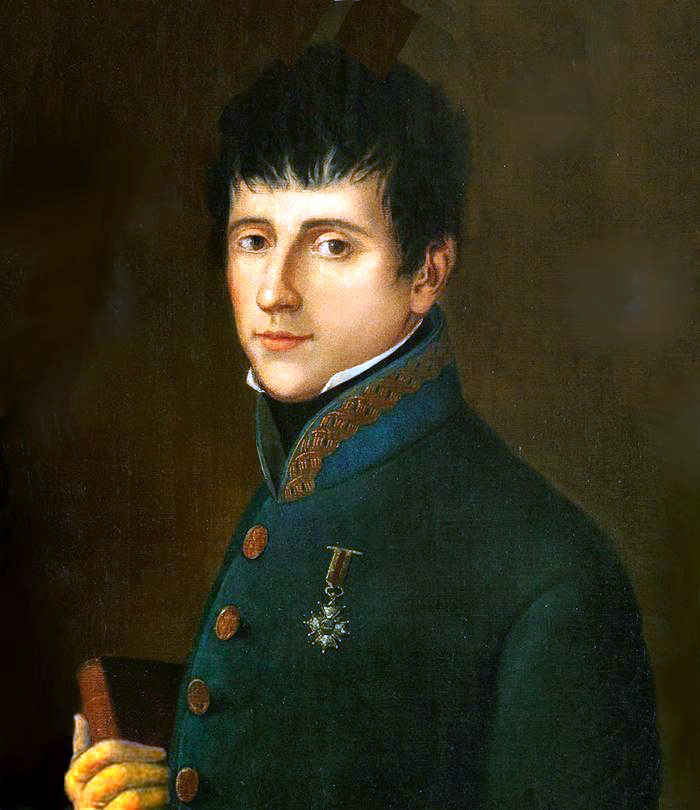
Rafael de Riego.

En Santander le sorprendieron los sucesos políticos de 1820 iniciados por el levantamiento de Rafael de Riego. Romarate fue nombrado primero comandante general y jefe político de la provincia de Santander y en el mes de agosto se le encargó la comandancia de los buques que existían en la bahía de Cádiz, confirmándosele, sin perjuicio de aquella, la Comandancia General del Departamento.
El 23 de enero de 1821 tomó posesión como jefe superior político de Cádiz Joaquín Escario en sustitución de Jáuregui, mientras que el mando militar fue confiado a Romarate. En octubre de ese año aumentó la agitación popular en varias provincias. Ese mes se efectuó en Cádiz una procesión patriótica en la que se paseó el retrato de Riego, rodeado de todos los emblemas de la Constitución.
Por prudencia, Romarate no la reprimió e incluso asistió, asegurándose así que se efectuara sin incidentes. Esto provocó la caída de Romarate. El gobierno Bardají-Feliú nombró a Francisco Javier Venegas, marqués de la Reunión, como comandante general de Cádiz en reemplazo de Romarate.
El 29, conocidas las novedades, se produjeron serios tumultos en la ciudad. Llamados al orden, los manifestantes respondieron que 

"la intención de los habitantes de Cádiz es denegar la entrada al general Vanegas por sospechar de sus principios y que cualquier acto arbitrario del gobierno sería resistido a menos que se eligiera un jefe militar que fuera conocido por su mérito, su apego a la Constitución y contara con la confianza del público."

Finalmente se restableció el orden con la promesa del jefe político de transmitir al rey de manera respetuosa pero enérgica los deseos de los habitantes de Cádiz.
Por real decreto del 25 de febrero de 1822, le fue confiado el Ministerio de Marina en el gabinete de Francisco Martínez de la Rosa compuesto también por José María Moscoso de Altamira Quiroga (Gobierno), Diego Clemencin (Ultramar), Nicolás María Garelly Battifora (Justicia), Felipe de Sierra Pampley (Hacienda) y Luis María Balanzat de Orvay y Briones (Guerra).
De signo moderado, el gobierno se veía jaqueado por numerosos levantamientos de partidarios del absolutismo, a los que Fernando VII alentaba secretamente, y la constante presión de los sectores republicanos o extremistas, los denominados exaltados.

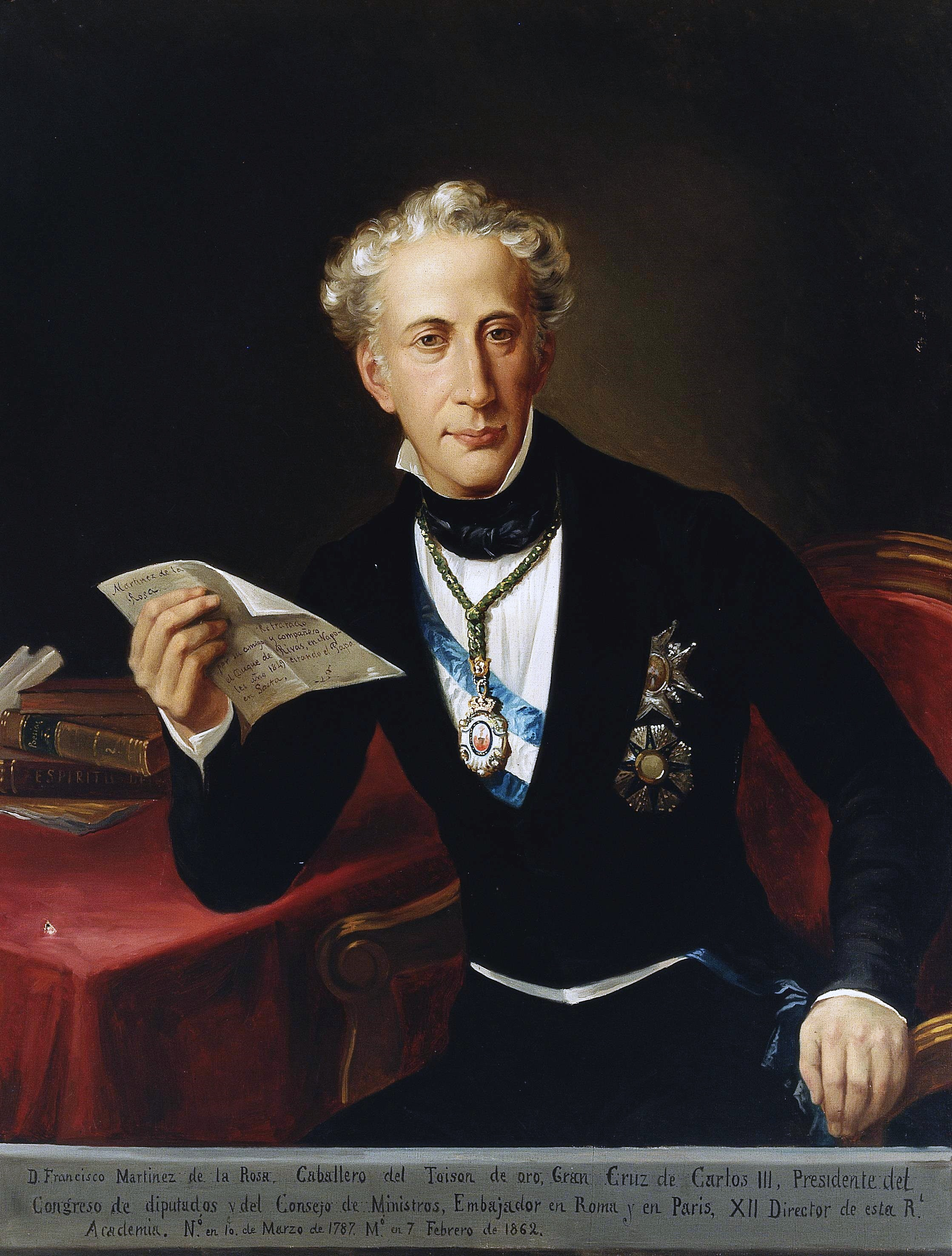
Francisco Martínez de la Rosa.

A comienzos de julio de 1822 cuatro batallones de la Guardia Real, partidarios de Fernando, se sublevaron retirándose a El Pardo y el día 07 de ese mes avanzaron sobre la Plaza Mayor defendida por las Milicias, las que pese a componerse de tropas bisoñas, consiguieron imponerse.
Vencedor el partido constitucional, el mismo día recibió una nota firmada por todos los representantes de las Cortes europeas donde hacia responsable al gobierno de la persona y posición del Rey. A esa presión y a la enemistad del Rey, se sumó la radicalización del sector constitucionalista más exaltado, por lo que el gabinete presionado por ambos lados presentó su renuncia. Fernando tras rechazarla inicialmente, pidió al Consejo que propusiera un gabinete alternativo, a lo que este se negó afirmando que la salvación nacional dependía de que los mismos Ministros continuasen en sus puestos.
No obstante estos insistieron en su dimisión, la que se reconoció el 6 de agosto de 1822, siendo reemplazados por el gabinete de Evaristo Fernández de San Miguel, lo que implicó por un lado el triunfo del sector más radicalizado y por otro obligar a los absolutistas a recurrir a la invasión extranjera, que se haría efectiva con la intervención del ejército francés de los Cien Mil Hijos de San Luis, bajo los auspicios de la Santa Alianza, restableciendo la monarquía absoluta en España en octubre de 1823.
Desde su renuncia el brigadier Romarate se retiró de la vida pública, radicándose con real licencia en Vizcaya.
Casó el 28 de diciembre de 1826 en Durango (Vizcaya) con Segunda Echazarreta y tuvo dos hijos, José Jacinto de Romarate y Justa de Romarate.

### Las guerras carlistas

El frente en su momento álgido.
Zonas controladas directamente por los carlistas
Zonas de influencia carlista

En 1830 se le confió en comisión la Comandancia de Marina de la provincia de Bilbao. Poco después fue elegido procurador de Cortes por la provincia de su nacimiento. Fernando VII murió el 29 de septiembre de 1833 y su hija Isabel II de España fue proclamada reina bajo la regencia de su madre María Cristina de Borbón-Dos Sicilias, lo que provocó el estallido de la primera guerra carlista en defensa de los derechos sucesorios de Carlos María Isidro de Borbón, hermano de Fernando.
El campo y las pequeñas ciudades del País Vasco y Navarra apoyaron mayoritariamente al pretendiente Carlos debido a su tradicionalismo y gracias al apoyo que le dio el clero, mientras que los liberales y moderados se unieron para apoyar a María Cristina y a su hija Isabel. Romarate tomó este último partido.
En 1833 la Marina española se encontraba prácticamente desmantelada por lo que sólo pudo destinar a vigilar y bloquear la costa vasca la fragata Lealtad y el bergantín Guadiana, mientras que la agrupación naval más potente se situaba en Vigo para vigilar las costas de Portugal, donde se había refugiado el pretendiente. En enero de 1834 naufragó la Lealtad por lo que se envió el 2 de mayo al bergantín Guadalete formándose una división naval bajo el mando de Romarate.

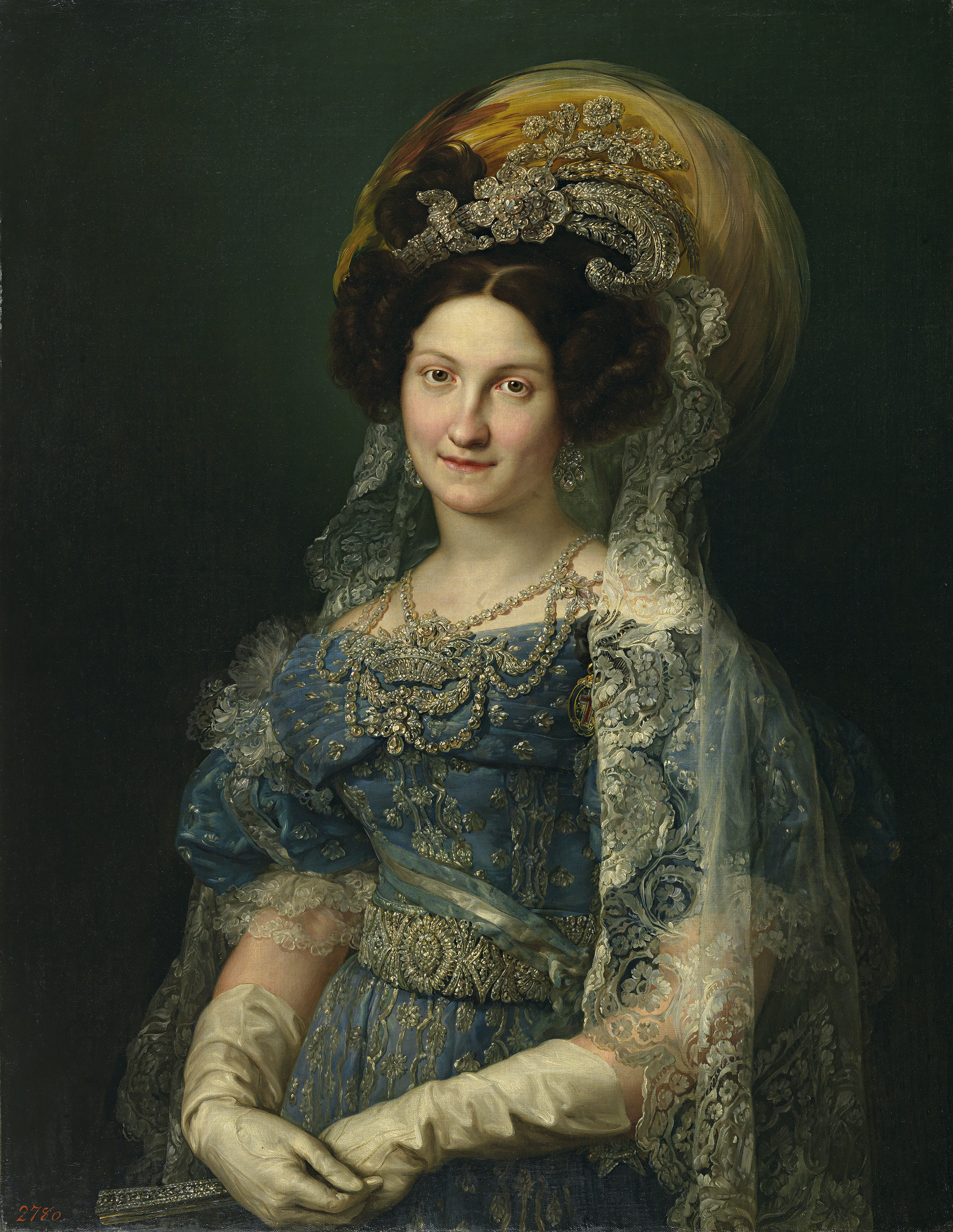
María Cristina de Borbón, Reina Regente de España.

El 30 de mayo los carlistas pudieron burlar el bloqueo efectuando en Zumaya un desembarco de armas procedente de Ámsterdam. Para reforzar su división y poder hacer efectivo el bloqueo Romarate fletó barcos particulares y del Resguardo Marítimo (guardacostas) mientras que la Diputación de Vizcaya armó las trincaduras Isabel II, Cristina y Vizcaya que puso a disposición de la Armada.
Cuando en junio de 1834 Carlos pudo huir de Portugal y refugiarse en Inglaterra, la flota estacionada en Vigo fue disuelta y la mayoría de sus buques asignados a la de Romarate. En julio quedó definitivamente organizada la División de Bloqueo del Cantábrico, cuyo mando pasó el 07 de ese mes al brigadier Melitón Pérez del Camino.
Tras las elecciones del 30 de junio de 1834 ingresó en el Parlamento como representante de Vizcaya en unión con José Ventura Aguirre-Solarte Iturraspe, obteniendo 21 votos de los 28 electores. Se incorporó a la Legislatura el 20 de agosto de 1834 y finalizó su mandato el 27 de agosto de 1835, siendo suplantado por el brigadier de marina Martín de los Heros y de las Barcenas.
La reina regente promovió a Romarate en 1835 al elevado y muy honroso cargo de Jefe de Escuadra y vocal de la Junta Superior de la Armada. Agregó funciones de procurador del reino para el ramo, junto a Juan Subercase, Luis de San Simón, Eduardo Galwey, Francisco Domecq y Honorato de Puig. Falleció el 27 de agosto de 1836 en Madrid, gozando de los honores de Consejero de Estado.